# Volksbank Emmerich-Rees
Die Volksbank Emmerich-Rees eG mit Sitz in Emmerich am Rhein ist eine deutsche Genossenschaftsbank.

## Geschäftsgebiet
Das Geschäftsgebiet wird im Westen durch den Rhein begrenzt und erstreckt sich von Elten im Norden bis Mehr im Süden und Isselburg im Osten.

## Geschichte
Am 20. Februar 1878 wurde der Reeser Spar- und Kreditverein gegründet und am 14. Januar 1895 die Spar- und Darlehnskasse Vrasselt. 1975 haben die Spar- und Darlehnskasse Vrasselt und die Raiffeisenbank Elten fusioniert zur Raiffeisenbank Emmerich. Im Jahr 1976 hat sich der Reeser Spar- und Kreditverein mit den Nachbargenossenschaften Haldern, Millingen und Mehr zur Volksbank Rees zusammengeschlossen. 2001 kam es dann zur Fusion der Volksbank Rees mit der Raiffeisenbank Emmerich eG. Hieraus entstand die Volksbank Emmerich-Rees eG.

## Landwirtschaftliches Lohnunternehmen

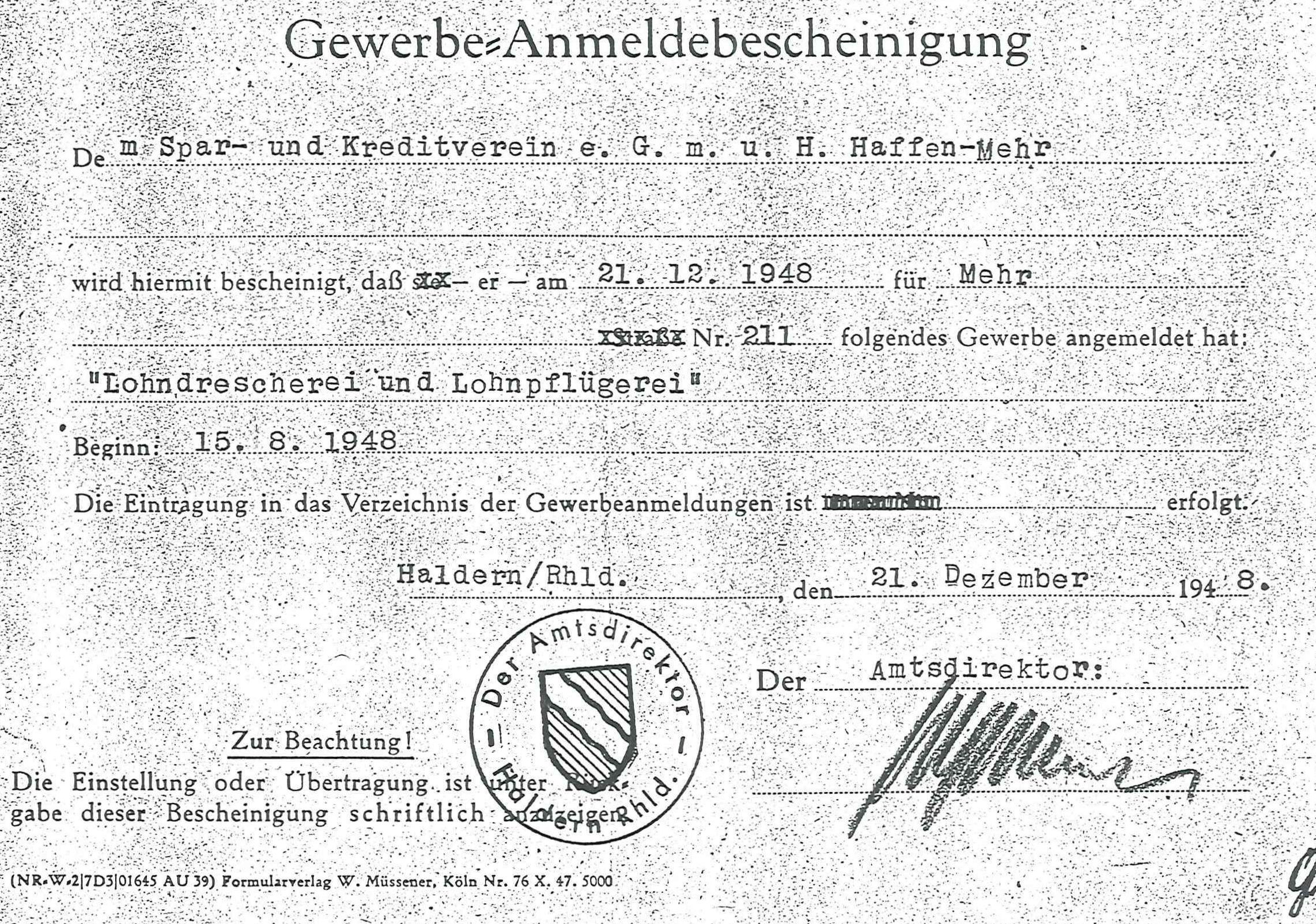

Als einzige Kreditgenossenschaft in der Bundesrepublik verfügt sie über ein landwirtschaftliches Lohnunternehmen mit einem Maschinenpark. Am 21. Dezember 1948 wurde das Gewerbe "Lohndrescherei und Lohnpflügerei" vom damaligen Spar- und Kreditverein e.G.m.u.H. Haffen-Mehr angemeldet.